# Ordnance QF 2 pounder
Le canon Ordnance QF 2-pounder est un canon anti-char britannique de calibre 40 mm en usage au cours de la Seconde Guerre mondiale. Il fut utilisé au cours de la bataille de France et la guerre du désert. Le blindage des chars d'assaut devenant progressivement capable de résister à ses tirs, il fut remplacé par le canon Ordnance QF 6 pounder à partir de 1942, même si certains demeurèrent en service jusqu'à la fin de la guerre.
Il fut installé sur la plupart des chars britanniques au début de la guerre, puis sur les automitrailleuses jusqu'à la fin de celle-ci.

## Conception et développement
Il fut d'abord conçu par Vickers comme un canon pour les tanks et installé dans le char Cruiser Mk I. Pour des raisons d'économie et de standardisation, le directeur de l'Artillerie l'accepta aussi comme base pour un canon anti-char en octobre 1934. Vickers et le Royal Arsenal de Woolwich furent chargés d'en concevoir l'affût.
Vickers fut le premier à proposer un modèle, qui fut accepté sous le nom d‘Ordnance QF 2-pounder Mark IX on Carriage Mark I. Quelques exemplaires furent construits en 1936. L'affût avait une construction tripode innovante. En position de transport, un des pieds était utilisé comme axe de traction et les deux autres étaient repliés. En position de combat, les pieds étaient posés sur le sol et les roues soulevées.
La proposition du Royal Arsenal était moins chère et plus facile à produire que celle de Vickers, et fut également acceptée sous le nom d‘Ordnance QF 2-pounder Mark IX on Carriage Mark II. Sa conception était semblable, sinon qu'en position de combat les roues devaient être détachées. Cet affût fut également construit par Vickers.
Cette construction inhabituelle donnait au canon une bonne stabilité et un angle de tir de 360°, ce qui lui permettait de faire feu sur des véhicules venant de n'importe quel côté. Avec l'affût Vickers, il pouvait aussi tirer sur roues, avec un angle plus limité. Le calibre 40 mm 2-pounder le rendait supérieur aux pièces de 37 mm comme le Pak 36 allemand ou le Bofors 37 mm, sans parler des canons de 25 ou 20 mm utilisés par d'autres armées. Élément négatif, il était presque deux fois plus lourd que le PaK 36 et était plus haut que lui.
Vers la fin de la guerre, un projet fut lancé au Canada, le David High Velocity, pour faire tirer des munitions du 2-pounder par un canon de calibre 6-pounder : il s'agissait d'obtenir une plus grande vitesse initiale. Ce projet fut abandonné à la fin de la guerre.
Quelques exemplaires du canon QF 2pdr sont encore visibles en Australie, en Israël, et à Cork, en Irlande.

## Histoire au combat

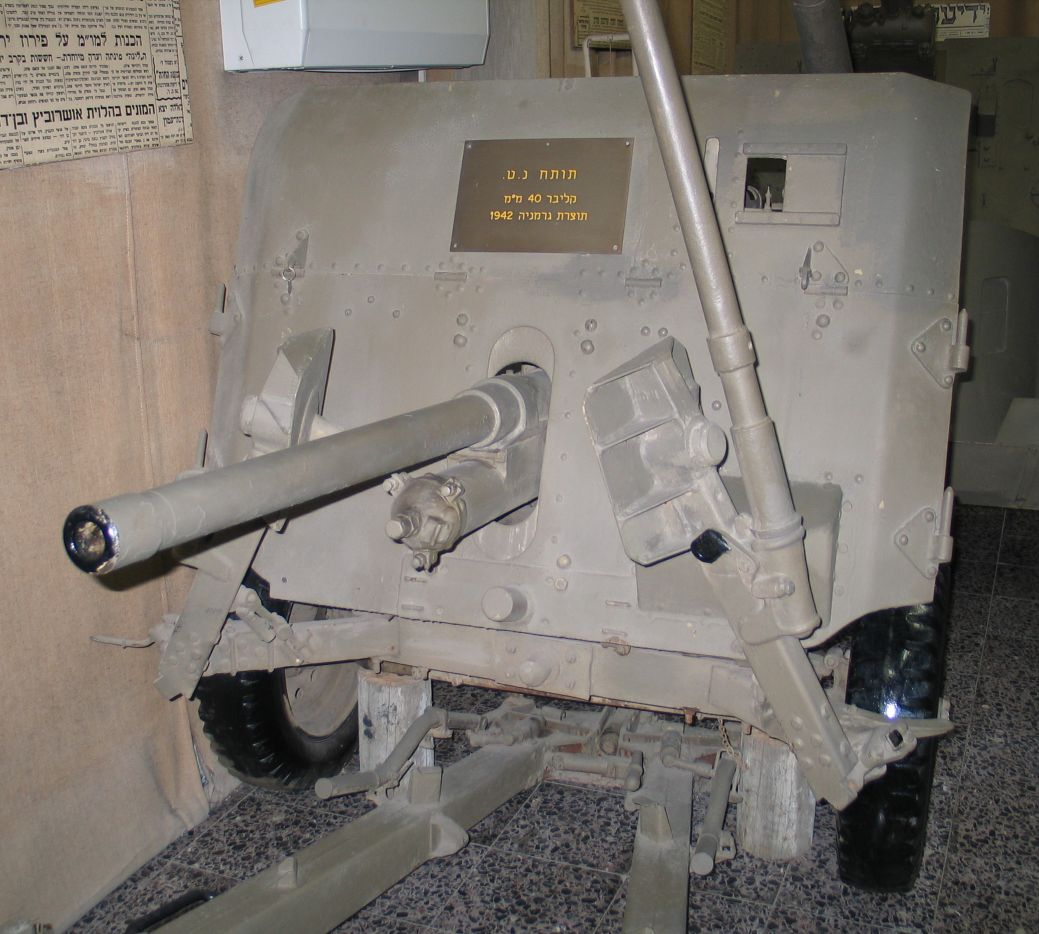
Un QF 2 pdr au Musée de Batey ha-Osef (Israël).

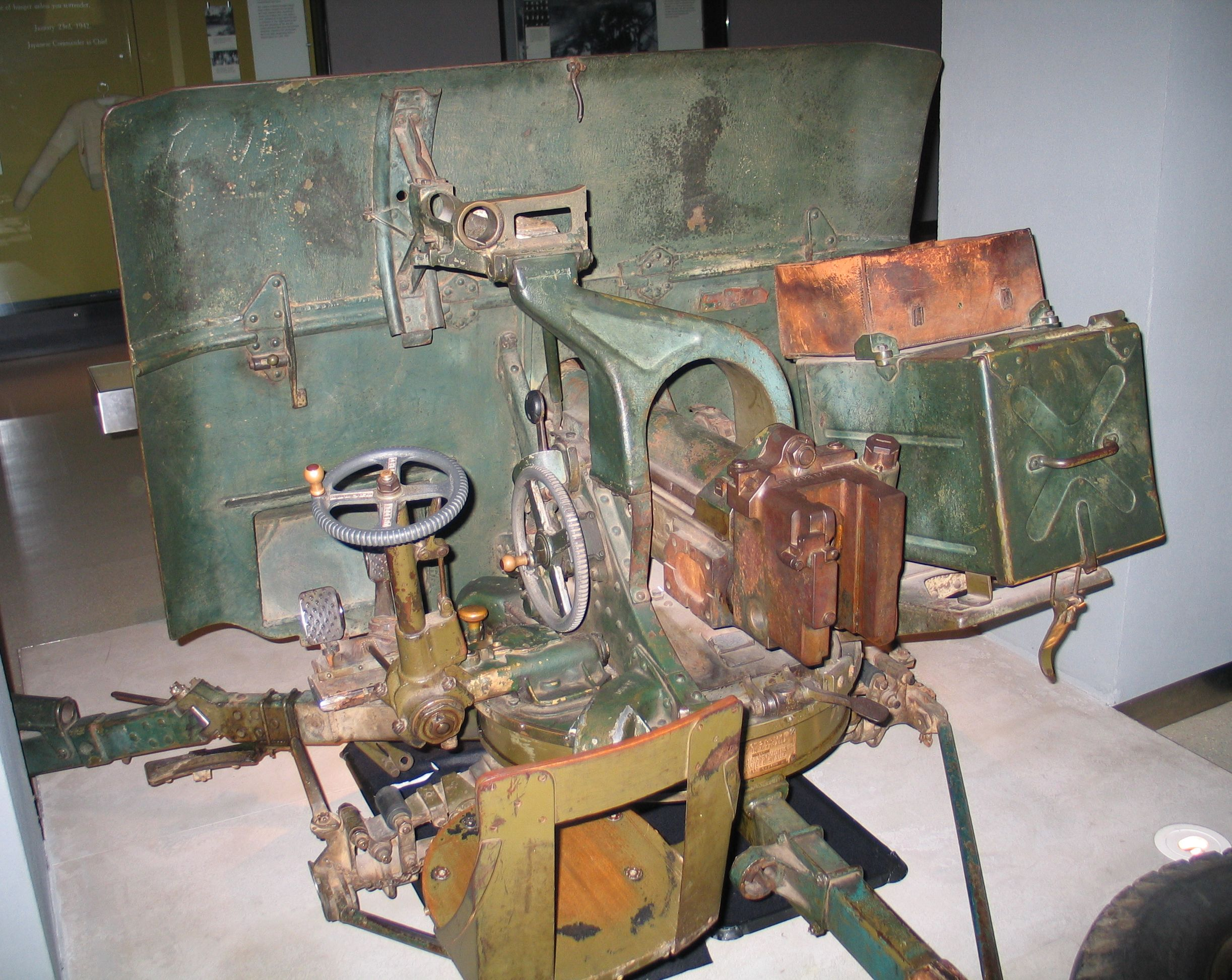
Un QF 2 pdr à l'Australian War Memorial.

Au début de la guerre en Occident, le QF 2-pdr fut employé par deux types de formations de la Royal Artillery : les régiments anti-char des divisions d'infanterie (4 batteries de 12 pièces chacune) et les régiments anti-aérien/anti-char des divisions blindées (2 batteries de 12 pièces chacune). À partir d'octobre 1940, les divisions blindées eurent droit elles aussi à des régiments anti-chars spécifiques équipés de 48 canons. Les brigades d'infanterie comprenaient une compagnie anti-char, généralement équipée de 9 canons Hotchkiss de 25 mm semi-automatique modèle 1934 ; ces compagnies furent dissoutes plus tard au cours de la guerre. À partir de 1942, chaque bataillon d'infanterie reçut son propre peloton de 6 canons anti-char. Sur le théâtre d'opération extrême-oriental, l'organisation était différente. La structure interne des unités anti-char fut aussi modifiée plusieurs fois au cours du conflit.
Le QF 2-pdr connut son baptême du feu durant l'invasion de ce qui deviendra le Benelux, aux mains de l'armée belge, puis de l'armée britannique lors des combats d'arrière-garde de la bataille de Dunkerque (mai-juin 1940). La plupart d'entre eux furent abandonnés en France, privant l'infanterie britannique de la plupart de ses capacités anti-char. Ils furent réutilisés par les Allemands sous le nom de 4.0 cm Pak 192 (e) ou 4.0 cm Pak 154 (b), le "e" et le "b" désignant l'Angleterre (England) ou la Belgique. 
Bien que le Royal Arsenal eût déjà conçu un successeur pour le QF 2-pdr, l‘Ordnance QF 6 pounder, la crainte d'une invasion allemande imminente poussa l'armée à se rééquiper en 2-pdr, évitant ainsi la période d'adaptation de la production, comme celle des artilleurs. Cela retarda la production du QF 6-pdr jusqu'à novembre 1941, et il n'entra en service qu'au printemps 1942. Durant tout le début de la guerre du désert, l'armée dut donc se reposer sur le QF 2-pdr, ainsi que sur l'obusier Ordnance QF 25 pounder, utilisé comme canon anti-char aux dépens de son rôle principal. L'évolution des chars allemands rendit progressivement les capacités du QF 2-pdr insuffisantes, même si sa mauvaise réputation est beaucoup due à son usage en terrain découvert (où sa haute taille le rendait difficile à camoufler) et à des tactiques déficientes.

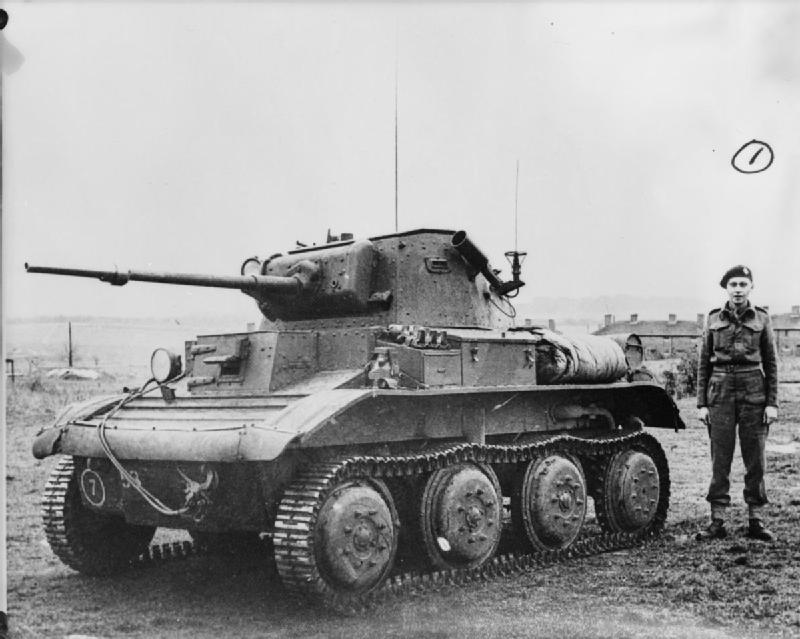
Char Tetrarch avec canon QF 2-pdr et adaptateur Littlejohn

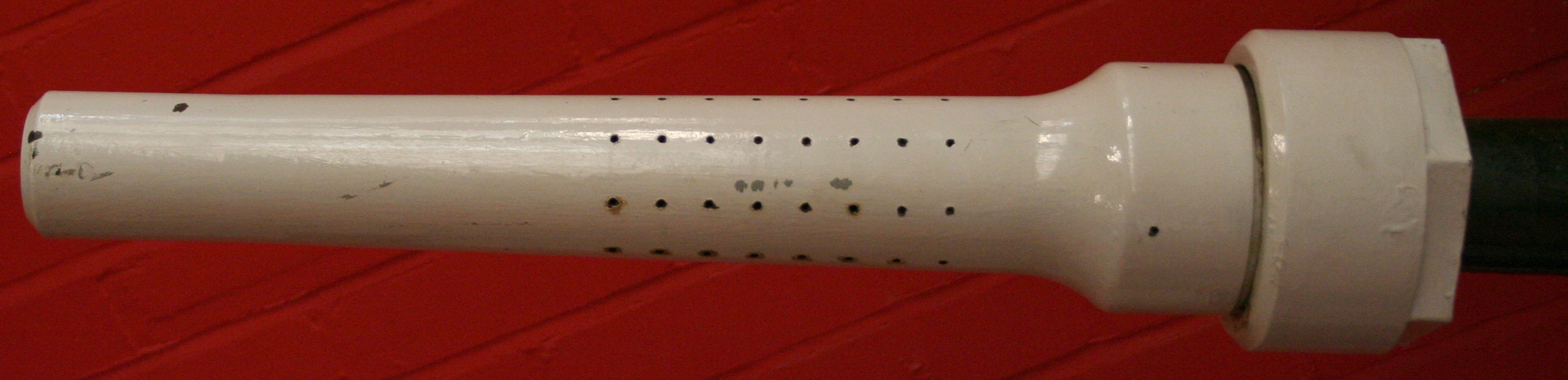
Adaptateur Littlejohn

À partir de la mi-1942, le QF 2-pdr fut de plus en plus transféré aux pelotons d'infanterie anti-char, aux unités de la British Home Guard en Grande-Bretagne, et en Extrême-orient, où il était encore efficace contre les médiocres blindés japonais. Il fut finalement entièrement retiré du service en décembre 1945. Comme canon de véhicule, il fut utilisé jusqu'à la fin de la guerre, d'abord sur les chars, puis, à mesure que ceux-ci étaient progressivement réformés ou rééquipés avec l‘Ordnance QF 6 pounder, sur les automitrailleuses.
Ses performances comme arme anti-char furent améliorées vers la fin de la guerre par la mise au point de munitions plus efficaces et l'introduction de l'adaptateur Littlejohn : ce dispositif fixé à l'extrémité du canon réduisait son diamètre et augmentait la vitesse du projectile. Ces améliorations, néanmoins, ne suffirent pas à suivre le rythme des progrès des chars.
Le QF 2-pdr n'était pas efficace contre des cibles non-blindées, car il ne disposait pas de munitions à haut pouvoir explosif, même si celles-ci avaient été produites. Elles ne furent pas distribuées, car on estimait que la trop petite quantité d'explosif contenue dans un obus de seulement 40 mm était insuffisante. Cela posait un problème au combat, lorsqu'il s'agissait d'attaquer d'autres unités anti-char, ainsi que pour les véhicules légers, qui pouvaient difficilement attaquer des canons anti-char lorsqu'ils étaient au-delà de la portée de leurs mitrailleuses.

## Munitions
| Munitions disponibles,                                   |                          |                                   |         |                         |
| Type                                                     | Modèle                   | Poids en kg (munition/projectile) | Contenu | Vitesse initiale en m/s |
| AP-T (anti-blindage)                                     | AP/T Mk I Shot           | 2,04 / 1,08                       | -       | 792                     |
| AP-T                                                     | APHV/T Shot              | 2,04 / 1,08                       | -       | 853                     |
| APCBC-T                                                  | APCBC/T Mk I Shot        | 2,22 / 1,22                       | -       | 792                     |
| APCNR (déformable, utilisé avec l'adaptateur Littlejohn) | AP/CNR (APSV) Mk I Shot  | ? / 0,57                          | -       | 1 280                   |
| APCNR                                                    | AP/CNR (APSV) Mk II Shot | ? / 0,45                          | -       | 1 189                   |
| HE-T (à haut pouvoir explosif)                           | HE/T Mk II Shell         | 1,86 / 08,6                       | lyddite | 792                     |

| Action anti-blindage |    |      |     |       |
| Distance en m | 91 | 457  | 914 | 1 371 |
| AP (angle de 60°) | 55 | 47   | 37  | 27    |
| APHV (angle de 60°) |    | 57   | 45  |       |
| APCBC (angle de 60°) |    | 57.5 |     |       |
| Des méthodes de mesure différentes ont été utilisées selon les pays et les périodes, ce qui rend les comparaisons souvent impossibles. |    |      |     |       |

## Modèles
Canon :
- Mk IX - principale version produite avant-guerre, avec canon autofretté.
- Mk IX-A - Mk IX simplifié pour production de masse.
- Mk X - version plus tardive, avec canon forgé.
- Mk X-A - Mk X avec des tolérances diminuées.
- Mk X-B - principale version de la fin de la guerre, avec adaptateur Littlejohn.

Affûts :
- Mk I - modèle Vickers.
- Mk II - modèle Royal Arsenal.

## Véhicules équipés
Chars
- Char Tetrarch, Light Tank Mk VIII Harry Hopkins
- Tous les chars Cruisers jusqu'aux premiers Crusaders (Cruiser VI)
- Matilda Mark II, premiers Char Valentine et premiers Char Churchill
- Première version du char Ram (Canada)
- Sentinel (Australie)

Automitrailleuses
- AEC Armoured Car
- Coventry Armoured Car
- Daimler Armoured Car
- Marmon-Herrington Armoured Car (Afrique du Sud)
- Rhino Heavy Armoured Car (Australie)

Autres véhicules
- Bren Carrier
- Loyd Carrier[3] (expérimental)
- TOG I (expérimental)

## Utilisateurs
- Royaume-Uni
- Belgique
- Irlande
- France
- Allemagne nazie
- Légion arabe transjordanienne.